# Piero Lucano
Pietro Lucano detto Piero (Trieste, 8 maggio 1878 – Trieste, 14 ottobre 1972) è stato un pittore, architetto e scrittore italiano.
Direttore del Circolo Artistico di Trieste durante il '900.

## Biografia

### La giovinezza
Nasce a Trieste l'8 maggio 1878, primogenito di Pietro Giovanni, garibaldino veneziano, di professione sarto e di Elisabetta Tauschel, austriaca, ricamatrice, i quali ebbero altri due figli. Le vicende familiari influenzeranno profondamente la vita dell'artista.
Precocissimo, già a nove anni, riproduceva facciate di case in scala. Inizia la sua formazione artistica sotto la guida di Eugenio Scomparini, presso la Kaiserlich Königliche Staatgewerbeschule di Trieste.
Durante l'adolescenza si accosta all'arte in una città, dove il circolo artistico inizia a coagulare intorno ad affermati maestri, come Giacomo de Simon, di cui fu allievo e giovane promessa.
Trieste in quegli anni era un centro importante della cultura dell'impero asburgico, dove le mostre d'arte erano molto frequenti e le influenze artistiche d'oltralpe si amalgamano con la cultura veneziana.
Più tardi s'iscrive all'Accademia di belle arti di Venezia, sotto la guida di Ettore Tito, da cui trasse la predilezione per i ritratti e per la riproduzione di paesaggi.
In questi anni il pittore amava dipingere en plein air, e non manca di esercitarsi copiando le opere di vari maestri.
Viene ammesso per meriti al III anno dell'accademia ed ogni anno riceve l'onorificenza come migliore allievo. Al termine degli studi riceve il premio Cavos. In segno di ringraziamento verso i suoi benefattori, l'ing. Geiringer e il barone Sartorio, ne eseguirà i ritratti.

### Il periodo tedesco
Durante gli ultimi anni del secolo, Lucano è a Monaco di Baviera, dove stringe amicizia con Ruggero Rovan, e frequenta lo studio dello sloveno Anton Ažbe. Qui ha modo di conoscere la scuola d'oltralpe, della quale apprezza soprattutto il senso lirico del paesaggio e la ricerca di particolari effetti luministici.
Proprio a Monaco di Baviera, la Sovraintendenza del Teatro Reale, gli offre il posto di "pittore di corte" e di scenografo, esigendo però, per ricoprire quella posizione, la rinuncia alla cittadinanza italiana.  Il padre, vecchio garibaldino, aveva già strappato la promessa ai figli di rimanere italiani, pur nell'ambito della monarchia asburgica. Il pittore chiese due mesi di tempo per riflettere, ma la repentina morte del padre e le complesse vicende della sorella Amelia, richiamarono il pittore a Trieste, per assumere i suoi doveri di capo-famiglia.  Adottati i figli della sorella, rimasti orfani. A causa di questo, il pittore non lascerà più la sua città natale.

### Il primo periodo triestino
Tornato a Trieste, inizia a dipingere paesaggi e vedute cittadine e, negli anni Dieci, vi realizza anche decorazioni per importanti edifici, come la Sinagoga di Trieste e la Pescheria Centrale. 
Lo scontro-incontro, che si ha in questi anni, tra la pittura tedesca e quella italiana, in modo particolare veneta, si placa nei pittori triestini, nel segno di una cultura mitteleuropea, dove Trieste è centro di confluenza dell'esperienza di grandissimi artisti e letterati.
In questi anni, elementi diversi confluiscono nella pittura di Lucano, portandolo sia a tentare l'avventura secessionista, sia ad assimilare tratti di sapore futurista.
Nel periodo precedente alla prima guerra mondiale prende parte a diverse edizioni della Biennale d'arte di Venezia e alla X Esposizione internazionale d'arte di Monaco svoltasi presso il Glaspalast (Internationalen Kunstausstellung München).

### Gli anni della prima guerra mondiale
Durante la Grande Guerra, viene arruolato, si ammala gravemente e trascorre il periodo bellico nel Veneto, a Strà. Si trasferisce a Rho nel 1918, dove lavora nell'ufficio tecnico della "Società chimica lombarda", realizzando disegni di caldaie, tubazioni, planimetrie, riaccostandosi a quel perfezionismo che aveva coltivato negli studi di architettura triestini. In questo periodo dipinge molti paesaggi veneti, ma anche vedute triestine.
Nel 1920 fonda uno "Studio di Consulenza artistica". Le finalità si possono tradurre nel concetto di "assistere una persona nell'esame e nella soluzione di un quesito d'arte che in quel momento la interessa". I quesiti riguardano soprattutto l'architettura e le sue derivazioni ed integrazioni (arti applicate, decorative, industriali, arredamento). Lo Studio si indirizza soprattutto a proprietari ed amministratori, per trovare soluzioni specifiche nelle riforme di palazzi, edifici pubblici, locali negozi. In questi anni, comunque, Lucano dipinge moltissimo, sperimentando tutti i generi di composizione, sempre fedele ai suoi canoni: "non devono esistere generi di pittura, come paesaggi, marine, nature morte, cavalli, ecc. bensì versi grafici, concerti coloristici, armonie di forme, poesie per gli occhi, canzoni dipinte".

### Tra le due guerre
Il ventennio dal '20 al '40 è un periodo di lavoro fecondo per l'artista, è presidente del Circolo Artistico di Trieste, e partecipa a moltissime mostre nazionali ed internazionali. 
Dopo il ‘20, continua intensamente a lavorare anche come decoratore. Rivisita l'arte orientale ponendo nelle sue nature morte vasi di foggia esotica.
Negli anni 30 si dedica al ritratto.  In questo periodo dipinge i ritratti della figlia Bianca, e di personalità di Trieste.
È di questo periodo il ritratto chiamato "Lo specchietto", di chiara ascendenza pariniana, dove i rapidi colpi di luce delle mani e del volto, si imperniano sul contrasto tra la diafana bellezza del viso e la ruvidità del pelo della veste. Dipinge svariati paesaggi nei quali privilegia sempre il tramonto o l'aurora. Al 1933 risalgono 3 esperimenti, che presentano un panorama di distruzione, e di morte: edifici stravolti, tronchi divelti, cieli da tragedia, con prospettive innaturali, quasi a presagire i drammi del decennio successivo.
In questo periodo si occupa anche della realizzazione in campo cartellonistico di alcuni manifesti, giocati sui toni del pastello.
La sua grande perizia di disegnatore e di ritrattista gli permettono di realizzare verso la fine di questo periodo, dei nudi di grande bellezza, dove il nudo si fonde con l'ambiente che lo circonda.
Nel 1935 espone alla Mostra di "Quarant'anni d'Arte Veneta" di Venezia, riservata agli Artisti invitati alle precedenti edizioni della Biennale di Venezia.

### Gli anni della seconda guerra mondiale
Durante il periodo della guerra Lucano abbandona completamente il settore dell'arredamento e della decorazione e si dedica solo alla pittura dei paesaggi e degli orrori della guerra, che sono i temi centrali di questo travagliato periodo storico.  In questo periodo i quadri s'ispirano a sentimenti di pietà verso le persone colpite dagli eventi ineluttabili: i naufraghi, mutilati ed uccisi o i contadini in fuga dagli orrori della guerra.
Ad una adesione ancora più marcata al vero si ispirano i ritratti del periodo bellico: il volto rugoso che emerge dal buio del fratello Carlo, la fisionomia sottile e pensosa di Bice Polli, i lineamenti decisi del colonnello statunitense Bowman.
È del 1950 il quadro che simbolicamente chiude questo periodo artistico: “La Luce del mondo”, una croce immensa, ripresa da tergo, su cui Cristo risplende eguale sulle vittime e sui carnefici.

### Gli ultimi anni
Dagli anni Cinquanta entra a far parte di molte giurie artistiche e si dedica al restauro di monumenti artistici della città.
In questo periodo riprende l'attività letteraria e pubblica "I dialoghetti" e "I Versi in triestin".
Polemizza di continuo su le sistemazioni architettoniche cittadine, ritenute estemporanee ed anche sulle biennali veneziane, per le quali propone un innovativo regolamento.
Tratta il restauro di alcune opere antiche, ed in questo periodo rielabora le sue teorie sulla scrittura cuneiforme, che per semplicità di concetti e mezzi espressivi, vorrebbe che fosse risuscitata.
Negli anni tra il 1950 e la morte continua assiduamente a dipingere; le tematiche a lui care sono sempre i paesaggi intorno a Trieste, del Carso, di Basovizza, dove trascorre dei lunghi periodi durante l'estate.  In questo periodo dipinge due suoi autoritratti, che è l'ultima immagine che egli lascia di sé, ormai quasi ottantenne.
Nell'autunno del 1966, Lucano presenta nella sede del circolo artistico di Trieste, una mostra personale di 70 persone ritratte nell'arco della sua vita; la ricerca della psiche si rileva in questi volti una spinta che fa coincidere la forma con la realtà interiore.
Ateo convinto, queste le sue parole di congedo: "Amo terribilmente la vita, anche se sotto la più splendida apparenza, essa è più che vergognosa e faccio tutto il possibile per prolungarla, nella speranza di vedere i primissimi albori di un'epoca migliore, veramente civile e degna di essere vissuta anziché sprecata. Malgrado ogni sforzo non riesco ad immaginare né un prima né un dopo, per cui ho terrore della morte e dell'eterno non essere…È per questo che la vita, malgrado tutto, mi sembra ogni giorno più bella e attendo la morte per maledirla".
Muore a Trieste il 14 ottobre 1972.
Diverse sue opere fanno parte delle collezioni della Fondazione Cassa di Risparmio di Trieste (tra queste Tramonto, presentata nel 1933 e Plenilunio notturno a Oblisca, del 1938). Un'altra importante opera, Alba (1910), è esposta presso il Museo Revoltella di Trieste.

## Opere principali di pittura

### Paesaggi
- Alba, Trieste